# Jimmy Jackson
James Jackson (25 de julho de 1910 – 24 de novembro de 1984) foi um automobilista norte-americano que esteve em sete (seis) 500 Milhas de Indianápolis (três (duas) quando a prova contava pontos na Fórmula 1 de 1950 até 1960): 1946, 1947, 1948, 1949, 1950, 1952 (não se qualificou) e 1954 (compartilhou com Duane Carter). 
Seu melhor resultado foi o 2º lugar em 500 Milhas de Indianápolis de 1946.